# Chironius monticola
Chironius monticola és una espècie de serp de la família Colubridae de costums diürns, principalment arborícola i encara que no posseeix ullals i es pot considerar inofensiva, és moderadament agressiva i es defensa llançant mossegades als seus agressors o fent moviments ràpids de l'últim terç del cos, a manera de fuetades. Es troba a Veneçuela, Colòmbia i Bolívia.